# Herminafried
Herminafried také Hermanafrid (latinsky Hermenfredus) (? - 531/534?) byl posledním durynským králem se sídlem v Metách. Herminafrieda zmínil biskup Venantius Fortunatus z Poitiers, jako syna jistého Bisinuse (Bessinuse), který byl durynským králem na přelomu 5. a 6. století. Hermafriedovou matkou byla Menie, durynská královna a langobardská princezna. Jeho sourozenci byli Baderich, Bertachar a Radegunda, pozdější manželka langobardského krále Wachona.

## Životopis
Někdy v letech 507 až 510 se oženil s Amalabergou, dcerou Amalafridy a vnučkou Theodemira. Amalaberga byla také neteří krále Theodoricha Velikého. Kdy se stal Herminafried králem není přesně jasné, ale v dopise Theodoricha z roku 507 je již nazýván durynským králem (rex thoringorum).
Po smrti jeho otce Bisina získal jednu třetinu durynského království, zbylé území získali jeho dva bratři, ale po smrti Berthachara v bitvě roku 529,  začala podle Řehoře z Tours Amalaberga podněcovat Herminafrieda k nepřátelství k jeho bratru Baderichovi a tím usilovat o vládu nad celým durynským královstvím, proto Herminafried uzavřel smlouvu s králem Theuderichem I. k výpravě proti bratrovi Baderichovi, ve kterém byl Baderich zajat a popraven stětím. Po skončení tažení Herminafried odmítl plnit závazky vůči Theuderichovi, což vedlo k nepřátelství mezi oběma králi a k dalšímu franskému tažení proti samotnému Herminafriedovi v roce 531, kdy Theuderich I. spolu se synem Theudebertem I. a bratrem Chlotharem I. napadli Durynky. Frankové v bitvě u řeky Unstruta nad Durynky zvítězili a obsadili královské sídlo u Scithingi. Hermanfridovi se podařilo uprchnout, ale Chlothar zajal jeho synovce a také neteř Radegundis, kterou vzal s sebou do merovejské Galie. Radegundis byla ještě dítě a tak ji poslal do svého sídla Athies v Pikardii. O několik let později, v roce 540 se s ní oženil. Herminafriedova žena Amalaberga se svými dětmi Amalafridem a Rodelindou uprchla ke svému bratrovi ostrogótskému králi Theodahadovi, kde byla později i s dětmi zajata byzantským generálem Flaviem Belisarem a poslána do Konstantinopole. Později se Amalafrid stal císařským generálem a Rodelinda byla provdaná za langobardského krále Audoina. Herminafried uprchl do Zülpichu, kde zemřel při pádu z městských hradeb. Někteří jeho současníci se domnívali, že za činném stál sám král Theuderich.
Po smrti Herminafrieda durynské království zaniklo. Území na východ od řeky Sála převzaly slovanské kmeny a sever Durynska obsadili Sasové.

## Starověké zdroje
Nejvíce informací z tohoto období přinášejí spisy Řehoře z Tours, který události popisoval z pohledu Franků, další informace napsal Prokopios z Kaisareie, který pouze zmiňuje události, které měly vliv na Řím. Mnohem později přinesl další informace Widukind z Corvey, který do informací z období vlády Durynků vložil mnoho mytických prvků.